# Adobe Prelude
Adobe Prelude — инструмент вставки видео и записи меток для маркировки медиафайлов метаданными в целях поиска, предварительного монтажа в постпроизводстве и управления жизненным циклом видеоматериала.
Adobe Prelude разработан также для тесного взаимодействия с Adobe Premiere Pro. Он входит в состав Adobe Creative Cloud и ориентирован на профессиональное редактирование видео как самостоятельно, так и в коллективе. 

## История
Как анонсировали в Adobe, с 23 апреля 2012 года они прекращают разработку Adobe OnLocation и представляют Adobe Prelude, который с 7 мая 2012 года заменит OnLocation в CS6 Production Premium и CS6 Master Collection. В анонсе утверждалось, что работа над OnLocation прекращается из-за растущего тренда в индустрии видео и трансляций к безленточному, нативному добавлению контента в рабочих процессах. Adobe OnLocation был доступен в CS5, но его уже не будет в составе CS6, а Adobe Prelude доступен только начиная с CS6. Adobe обещали продолжить техническую поддержку и доступ к документации для OnLocation. Adobe подчеркивает, что Adobe Prelude не является прямой заменой OnLocation. Prelude был представлен в CS6 на выставке NAB 2012.
В 2013 году Prelude было включено в состав Adobe Anywhere.
В 2019 году Prelude попало в список продуктов, старые версии которых Adobe просили удалить из-за аннулирования лицензий.
В 2021 году в Adobe анонсировали, что они прекратят работу над Adobe Prelude и вначале уберут его со своего веб-сайта 8 сентября 2021 года. Предоставление поддержки для текущих пользователей продолжится до 8 сентября 2024 года. 

## Функции
Prelude используется для маркировки тегами медиафайлов, ведения журнала событий, создания и экспорта метаданных и генерирования черновых монтажей, которые затем можно отправить в Adobe Premiere Pro. Пользователь может добавить тег к фрагменту медиафайла, который будет отображаться в Premiere Pro, или если другой пользователь откроет этот медиафайл с помощью Prelude. Prelude также предлагает разнообразные функции, как, например, создание чернового монтажа. Функция «Speech Analysis» для автоматической транскрипции речи была удалена в декабре 2014 года.
Вставка
В проект Prelude можно вставлять все типы файлов. После вставки Prelude может дублировать, перекодировать и верифицировать файлы.
Журнал событий
В Prelude маркеры событий добавляются только с помощью клавиатуры.
Черновой монтаж
Prelude может создать черновой монтаж из выбранных клипов. Черновой монтаж (Rough Cuts) - это комбинация фрагментов клипов, которые будут содержать любые метаданные, которые пользователь вводит в него. Черновые фрагменты могут содержать метаданные, такие как маркеры и комментарии, и эти метаданные останутся на этом видеоматериале. Режим был представлен на выставке NAB 2014.
Доступный формат
Prelude - это открытая платформа на основе XMP, что позволяет интеграцию по собственному выбору со многими другими платформами для редактирования видео.

## Возможности OnLocation
Многие функции Adobe OnLocation перешли в Adobe Prelude или Adobe Premiere Pro. Adobe OnLocation процветал на плёночных кассетных камерах и настраивал кадр перед его съемкой, но с изменениями в отрасли эта проблема уже неактуальна в постпроизводстве. Adobe OnLocation также позволял пользователю добавлять теги и прописывать метаданные, которые переносились в Premiere Pro.   В OnLocation также была панель Media Browser, которая является стандартом для любой программы Adobe на сегодняшний день, и в Prelude этот медиабраузер (Media Browser) тоже есть.

## Prelude Live Logger
Prelude Live Logger - это приложение, интегрированное с Prelude CC.  Prelude Live Logger предназначен для записи заметок, которые затем можно использовать во время маркировки и редактирования видео, когда вы снимаете кадры на камеру iPad'a. Редакторы могут импортировать и комбинировать эти метаданные с отснятым материалом из Prelude на протяжении всего редактирования, чтобы облегчить выполнение различных задач.